# Arnold Oberschelp

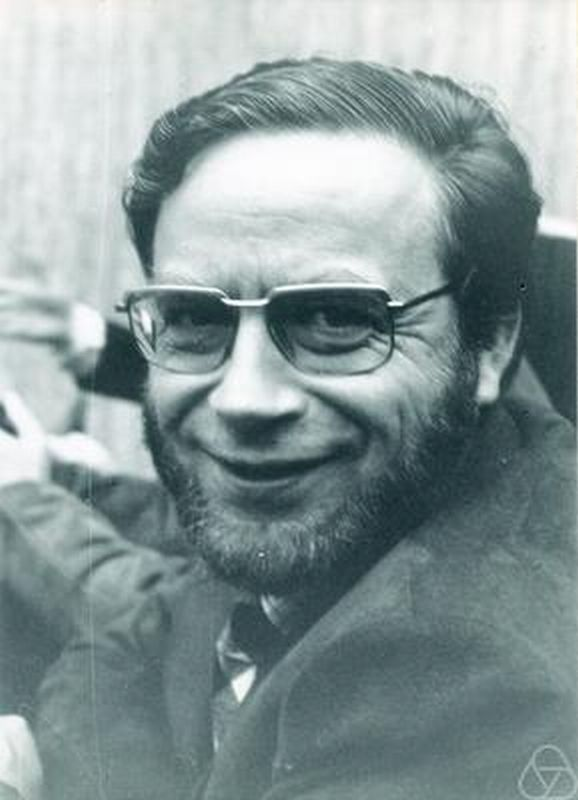
Arnold Oberschelp, Aachen 1978

Arnold Oberschelp (* 5. Februar 1932 in Recklinghausen; † 31. August 2024) war ein deutscher Mathematiker und Logiker und war ab 1968 ordentlicher Professor für Logik und Wissenschaftslehre in Kiel.

## Leben
Oberschelp studierte Mathematik und Physik an den Universitäten in Göttingen und Münster. In Münster wurde er 1957 in mathematischer Logik bei Hans Hermes zum Dr. rer. nat. promoviert. 1958 war er wissenschaftlicher Assistent am Mathematischen Institut der Technischen Hochschule Hannover. 1961 habilitierte er sich für das Fach Mathematik. 1968 nahm er einen Ruf als ordentlicher Professor für Logik und Wissenschaftslehre an die Christian-Albrechts-Universität zu Kiel an. Seit 1997 war Oberschelp emeritiert.
Arnold Oberschelp entwickelte eine allgemeine Klassenlogik, in der man beliebige Klassen ohne die Widersprüche der naiven Mengenlehre bilden kann. Zusätzliche Axiome ergeben die Zermelo-Fraenkel-Mengenlehre, die in seiner klassenlogischen Darstellung aber wesentlich handlicher ist als die übliche prädikatenlogische Darstellung.

„Eine klassenlogische Sprache entspricht der tatsächlich verwendeten mathematischen Sprache weit besser als eine prädikatenlogische Sprache.“

1962 hielt er als invited speaker auf dem Internationalen Mathematikerkongress in Stockholm einen Vortrag über Klassen als „Urelemente“ in der Mengenlehre.
Von 1970 bis 1976 war er Vorsitzender der Deutschen Vereinigung für mathematische Logik und für Grundlagenforschung der exakten Wissenschaften, in deren Vorstand er von 1965 bis 1978 war.
Arnold Oberschelp war ab 1964 mit der promovierten Anneliese Arnold, geborene Eisenbach, verheiratet und lebte in Heikendorf in Holstein.

## Publikationen (Auswahl)
- Untersuchungen zur mehrsortigen Quantorenlogik. In: Mathematische Annalen. Band 145, Nr. 4, 1962, S. 297–333.
- Eigentliche Klassen als Urelemente in der Mengenlehre. In: Mathematische Annalen. Band 157 (1964), S. 234–260.
- Aufbau des Zahlensystems, Vandenhoeck & Ruprecht, 1968; Neuauflagen 1972 und 1976.
- Set theory over classes. 1973.
- Elementare Logik und Mengenlehre I/II. Bibliographisches Institut, Mannheim/Wien/Zürich 1974/1978, ISBN 3-411-00408-8.
- Jürgen-Michael Glubrecht, Arnold Oberschelp, Günter Todt: Klassenlogik. Bibliographisches Institut, Mannheim/Wien/Zürich 1983, ISBN 3-411-01634-5.
- Rekursionstheorie. BI-Wiss.-Verlag, Mannheim/Leipzig/Wien/Zürich 1993, ISBN 3-411-16171-X.
- Allgemeine Mengenlehre. BI-Wiss.-Verlag, Mannheim/Leipzig/Wien/Zürich 1994, ISBN 3-411-17271-1.
- Logik für Philosophen. 2. Auflage. Metzler, Stuttgart/Weimar 1997, ISBN 3-476-01545-9.